# Hòa Tú 2
Hòa Tú 2 là một xã thuộc huyện Mỹ Xuyên, tỉnh Sóc Trăng, Việt Nam.

## Địa lý
Xã Hòa Tú 2 nằm ở phía nam huyện Mỹ Xuyên, có vị trí địa lý:
- Phía đông giáp xã Ngọc Tố và thị xã Vĩnh Châu
- Phía tây giáp xã Gia Hòa 1 và tỉnh Bạc Liêu
- Phía nam giáp thị xã Vĩnh Châu
- Phía bắc giáp xã Hòa Tú 1.

Xã Hòa Tú 2 có diện tích 35,18 km², dân số năm 2022 là 13.580 người, mật độ dân số đạt 386 người/km².

## Hành chính
Xã Hòa Tú 2 được chia thành 11 ấp: Dương Kiển, Hòa Bạch, Hòa Bình, Hòa Hưng, Hòa Nhờ A, Hòa Nhờ B, Hòa Phú, Hòa Phủ, Hòa Trung, Hữu Cận, Minh Duy.

## Lịch sử
Ngày 7 tháng 7 năm 1982, Hội đồng Bộ trưởng ban hành Quyết định số 111-HĐBT về việc chia xã Hòa Tú thành 3 xã: Hòa Tú, Hòa Phú và Hòa Đức.
Ngày 16 tháng 9 năm 1989, Hội đồng Bộ trưởng ban hành Quyết định số 128-HĐBT về việc thành lập xã Hòa Tú 2 trên cơ sở toàn bộ xã Hòa Phú và một phần của xã Hòa Đức mới giải thể.
Xã Hòa Tú 2 có 3.576,40 ha diện tích tự nhiên và 6.314 nhân khẩu.